# Pentalinon luteum
Pentalinon luteum là một loài thực vật có hoa trong họ La bố ma. Loài này được (L.) B.F.Hansen & Wunderlin mô tả khoa học đầu tiên năm 1986.

## Hình ảnh

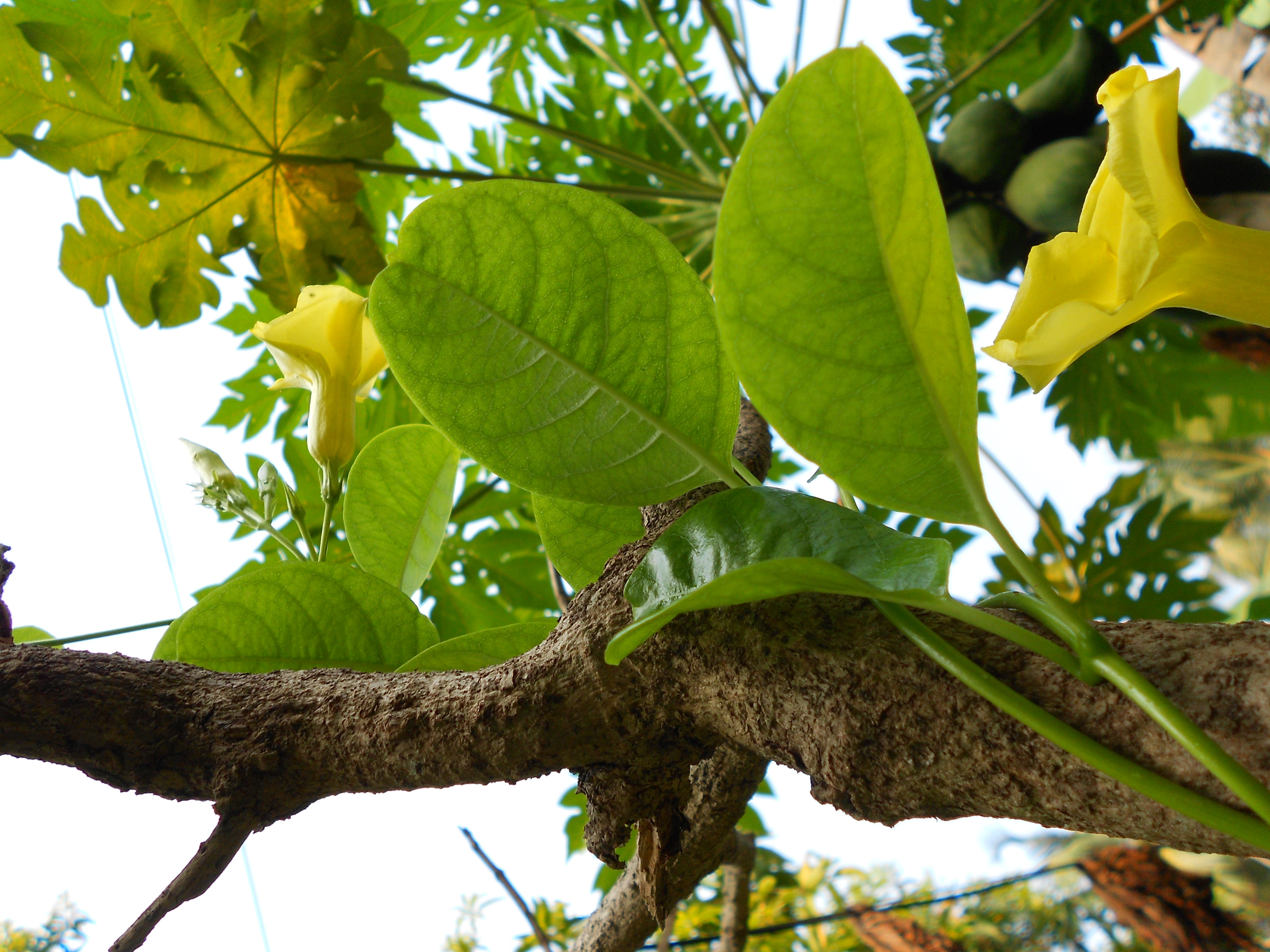
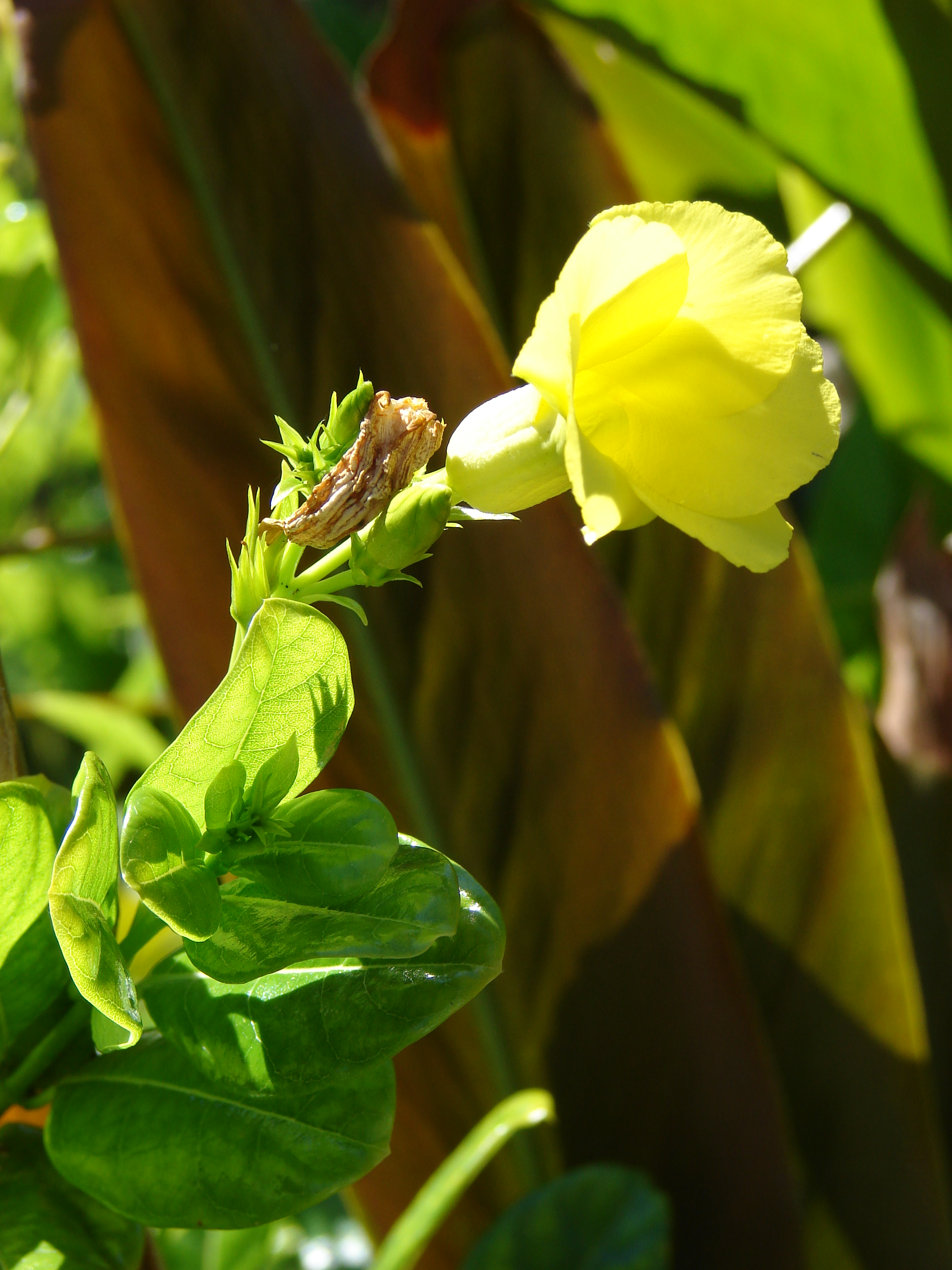
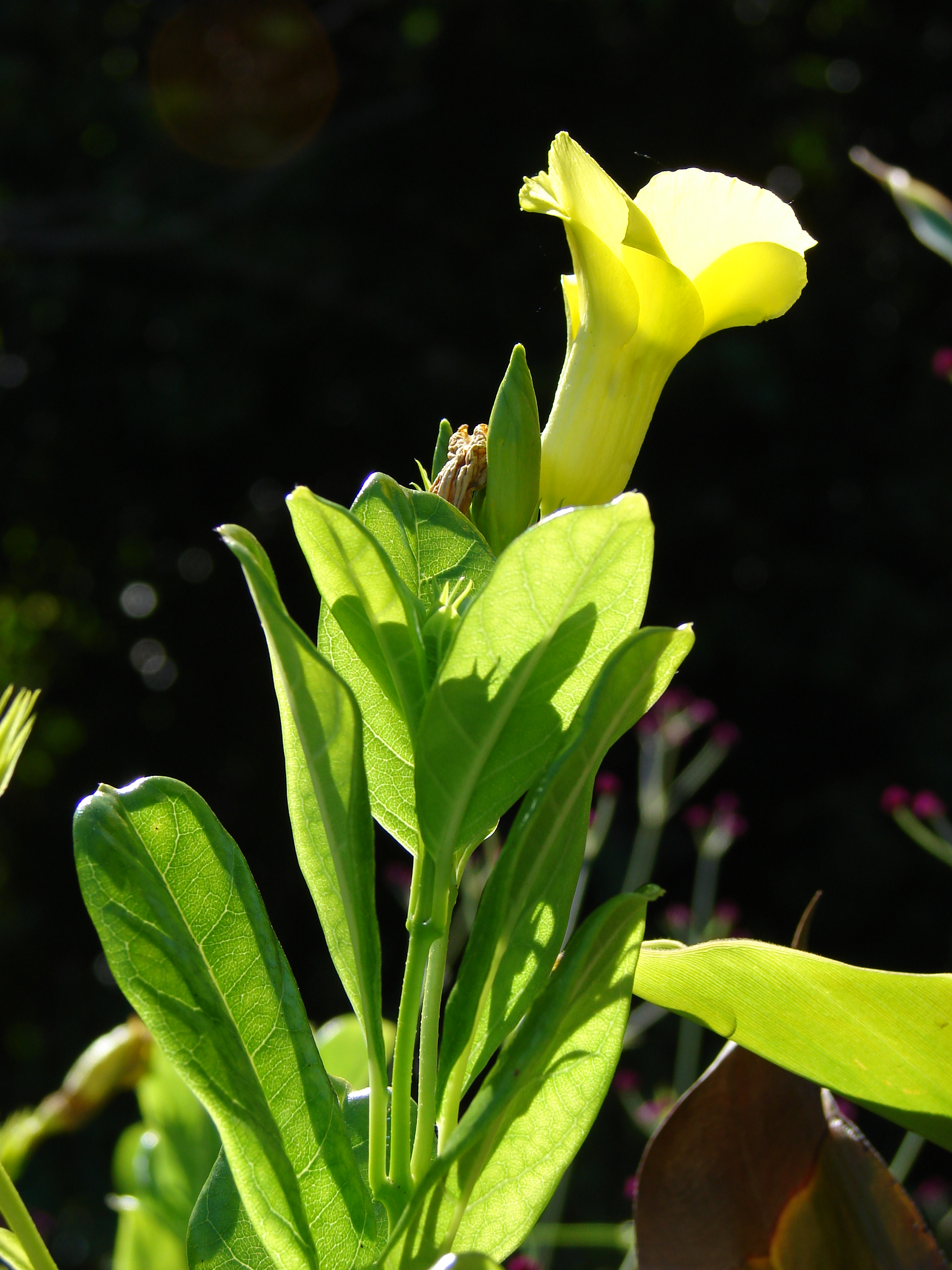
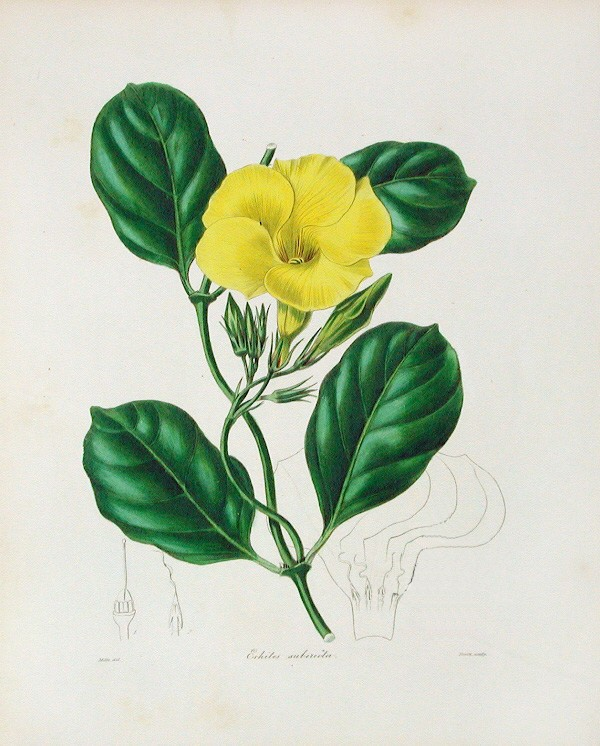
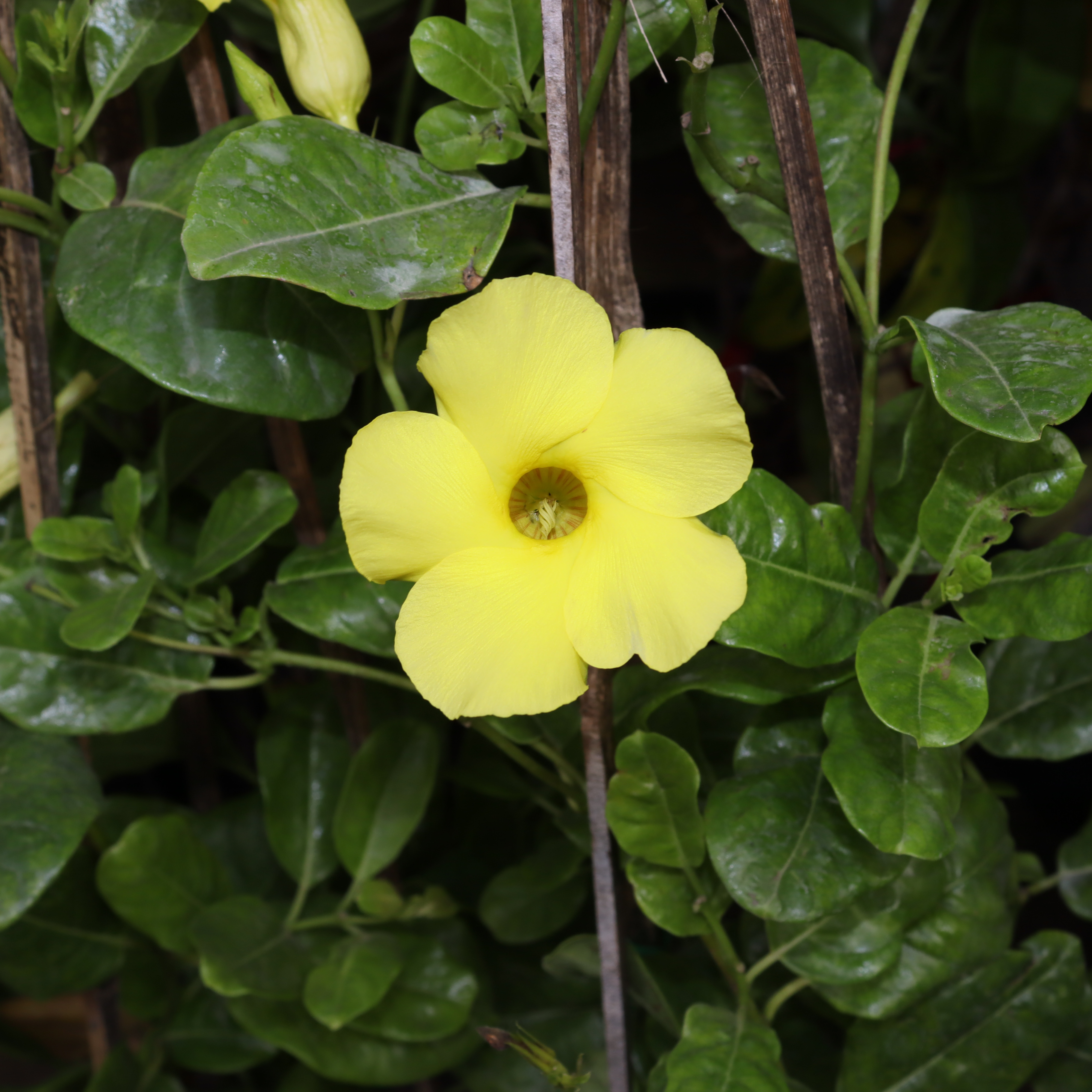
Cận cảnh hoa huỳnh đệ